# Chemical Bank
Chemical Bank fue un banco con sede en la ciudad de Nueva York desde 1824 hasta 1996. A fines de 1995, Chemical era el tercer banco más grande de los Estados Unidos con aproximadamente 182.9 mil millones de dólares en activos y más de 39.000 empleados en todo el mundo.
Empezando su trayectoria en 1920 y acelerándose en las décadas de 1980 y 1990, Chemical fue un consolidador líder en la industria bancaria de los Estados Unidos, adquiriendo Chase Manhattan Bank, Manufacturers Hanover, Texas Commerce Bank y Corn Exchange Bank, entre otros. Después de 1968, el banco funcionó como la subsidiaria primaria de una compañía bancaria que eventualmente fue renombrada como Chemical Banking Corporation.
Tras la adquisición de Chase por Chemical en 1996, el banco adoptó la marca Chase. Lo que una vez fue Chemical forma el núcleo de JPMorgan Chase.